# Pleonexie
Als Pleonexie (gr.: πλεονεξία) – von gr. pleon (mehr) und echein (haben) – werden seit der antiken Philosophie zwei Phänomene beschrieben: Zum einen bedeutet es das Mehr-Haben-Wollen, das Streben, einen Vorteil oder einen größerer Anteil im Vergleich zu anderen zu besitzen. Zum anderen wurde der Begriff verwandt, um ein moralisch verwerfliches Mehr-Haben-Wollen zu bezeichnen, verwandt mit Habsucht, Gier und Anmaßung. Diese zweite Bedeutung wurde über das Neue Testament wirkungsgeschichtlich bedeutsam für die christliche Tugend- und Lasterlehre (siehe auch Theologische Ethik).
In seiner Nikomachischen Ethik (EN 1129a 32) bezeichnet Aristoteles die Pleonexie als eine der drei Formen der Ungerechtigkeit.
In Bezug auf Psychologie, kann Pleonexie zusätzlich bedeuten, dass ein Drang des unmittelbaren Mitredens trotz mangelnder Sachkenntnis besteht.
Von den deutschen Soziologen Ferdinand Tönnies, Arnold Gehlen und anderen wurde der Begriff verwendet, um die „Flatterhaftigkeit“ der flüchtigen Formen der öffentlichen Meinung zu kritisieren. 
Pleonexie ist ein Zentralbegriff Rainer Mausfelds in seinem Werk Hybris und Nemesis (2024).